# Megaselia fenestralis
Megaselia fenestralis är en tvåvingeart som först beskrevs av Schmitz 1919.  Megaselia fenestralis ingår i släktet Megaselia, och familjen puckelflugor. Arten är reproducerande i Sverige.